# Tasmanian Herbarium
Das Tasmanian Herbarium ist ein Herbarium in Hobart, Tasmanien, Australien. Seine Pflanzensammlung ist die weltweit größte und umfassendste Sammlung der tasmanischen Flora.

## Beschreibung
Das Tasmanian Herbarium ist Teil des Museums Tasmanian Museum and Art Gallery in Hobart. Seit 1977 befindet sich das Herbarium auf dem Sandy Bay-Campus der University of Tasmania. Im weltweiten Herbarien-Verzeichnis Index Herbariorum hat es den Code HO.
Das Tasmanische Herbarium beherbergt die weltweit größte und umfassendste Sammlung der tasmanischen Flora. In der Sammlung sind auch zahlreiche Exemplare aus anderen Teilen der Welt und dem australischen Festland enthalten. Die Gründungssammlungen des Tasmanian Herbarium wurden in den frühen 1830er Jahren von kolonialen Amateur-Botanikern wie Robert William Lawrence, Ronald Campbell Gunn und Joseph Milligan zusammengetragen. Die ältesten Pflanzenexemplare des Herbariums stammen schon aus der Zeit der frühen Erkundung Tasmaniens durch europäische Forscher im 18. Jahrhundert. Darunter finden sich beispielsweise Exemplare, die bei den Reisen von Kapitän James Cook im Jahr 1777 und von Kapitän William Bligh im Jahr 1792 gesammelt wurden. Auch der französische Seefahrer und Entdecker Joseph Bruny d’Entrecasteaux sammelte 1792 und 1793 auf der – später nach ihm benannten – Insel Bruny Island Pflanzenexemplare. Die Sammlung enthält auch Fundstücke des schottischen Botanikers Robert Brown aus den Jahren 1803 und 1804. Zu den wichtigsten Sammlungen gehören die Ende des 19. und Anfang des 20. Jahrhunderts entstandenen Sammlungen von Leonard Rodway und William Weymouth sowie die von Winifred Curtis, Dennis Morris und Janet Sommerville. Als jüngste, sehr bedeutende Erweiterung des Bestandes kam eine Sammlung von Flechten, Moosen und subantarktischen Gefäßpflanzen der Australian Antarctic Division hinzu.
Die Sammlung umfasst nach eigenen Angaben Herbarbelege von Blütenpflanzen (140.800 Exemplare), Nadelbäumen (1500 Exemplare), Farnen und Farnartigen (9200 Exemplare), Moosen und Leberblümchen (34.500 Exemplare), Flechten (47.500 Exemplare), Algen (14.000 Exemplare) und Pilzen (5200 Exemplare). Sie wird ständig durch Austausch mit anderen Herbarien weltweit und Schenkungen von Sammlern erweitert und wächst jedes Jahr um Tausende Exemplare.
Das Tasmanian Herbarium erhielt Exemplare von und steht im Austausch mit folgenden Institutionen:
- Tasmanien: Millennium Seed Bank, University of Tasmania
- Australien: 
  - Nationales Herbarium von Victoria
  - Nationales Herbarium von New South Wales, Universität von New South Wales
  - Australian National Herbarium
  - Westaustralisches Herbarium
- Neuseeland: Allan Herbarium, Lincoln
- Japan: Nationalmuseum der Naturwissenschaften, Tokio
- Südkorea: Kyung-Hee-Universität, Seoul
- Vereinigte Staaten: Field Museum of Natural History, Chicago
- England: Natural History Museum, London
- Österreich: Karl-Franzens-Universität, Graz
- Niederlande: National Herbarium Nederland, Leiden

Mit der Digitalisierung der Bestände wurde begonnen. Hierbei liegt die Priorität noch auf Neuzugängen und Exemplaren, die zur Ausleihe angefordert werden.